# Cyematidae
Famille
Cyematidae est une famille de poissons Saccopharyngiformes (les Saccopharyngiformes sont des poissons longuiformes peu connus de l'homme, car ils vivent dans la zone bathyale et abyssale).

## Liste des genres et espèces
Selon ITIS:
- genre Cyema Günther, 1878
- genre Neocyema Castle, 1978
- Leptocephalus holti Schmidt, 1909

## Liste des genres
Selon FishBase:
- genre Cyema
  - Cyema atrum  Günther, 1878
- genre Neocyema
  - Neocyema erythrosoma  Castle, 1978